# István Rakovszky

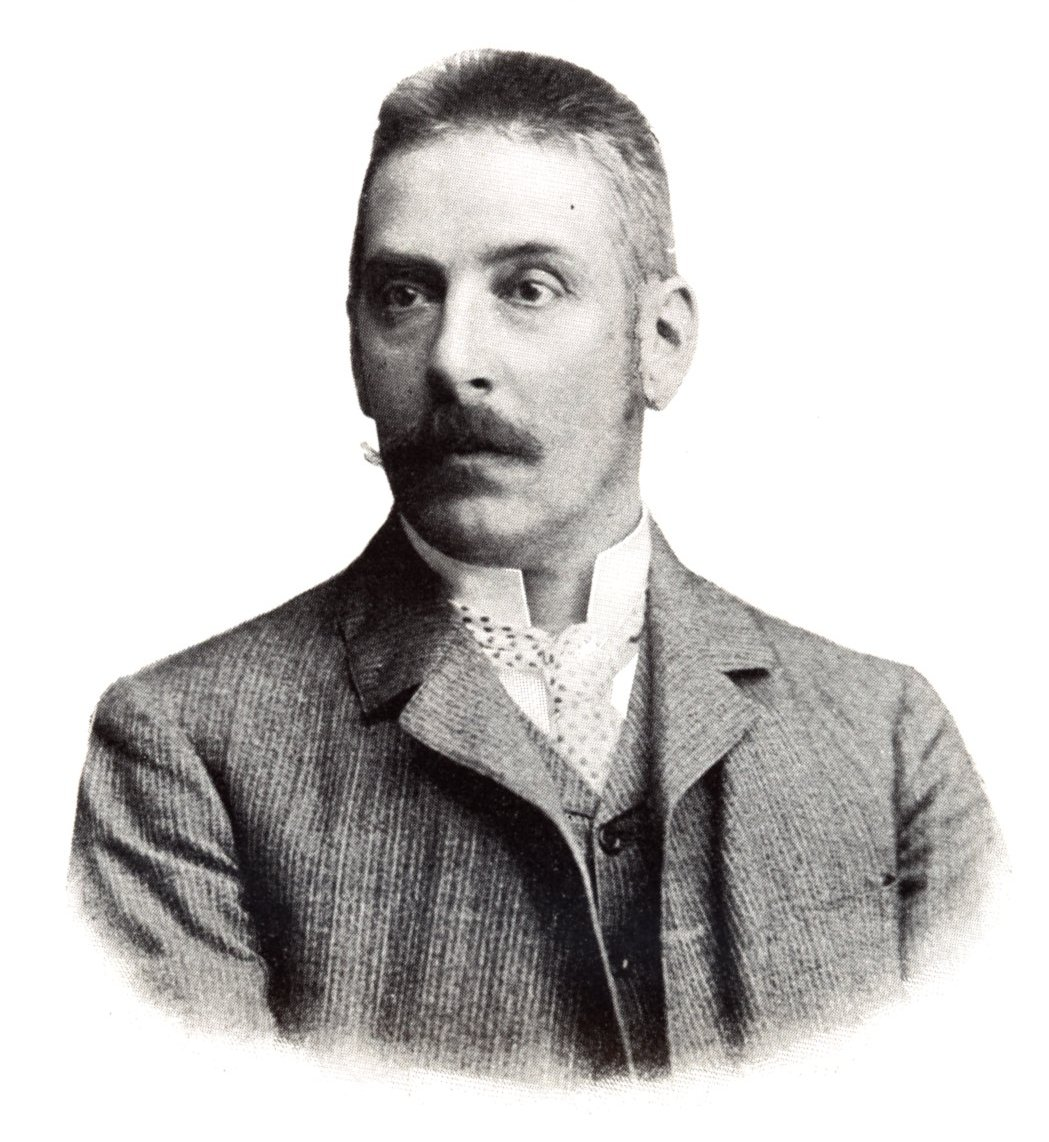
István Rakovszky de Nagyrákó et Nagyselmecz

István Rakovszky de Nagyrákó et Nagyselmecz (Wenen, 16 juni 1858 - Nagyselmec, 12 augustus 1931) was een Hongaars politicus. In 1921 was hij kortstondig premier van de Hongaarse regering die de coup van Karel I van Oostenrijk steunde.

## Biografie
Rakovszky werd in Wenen geboren in een adellijke Hongaarse familie. Hij liep school in Poszony, ging vervolgens rechten studeren en trad nadien voor korte tijd toe tot het Oostenrijks-Hongaarse leger. In 1895 was hij betrokken bij de oprichting van de Katholieke Volkspartij en was voor deze partij, en haar opvolgerpartij, de Partij van Christelijke Nationale Eenheid, afgevaardigde in de Hongaarse Rijksdag van 1896 tot 1918 en nadien in de Hongaarse Landdag tot 1926. In februari 1920 werd hij voorzitter van de Hongaarse Landdag, tot juli 1921.
In juni 1921 lanceerden de pro-Habsburgse legitimisten, die ijverden voor de terugkeer van Karel I van Oostenrijk als koning van Hongarije, een groots offensief tegen regent Miklós Horthy en premier István Bethlen, met als doel hun aanzien en macht te doen afnemen en zo gunstige omstandigheden te creëren voor de terugkeer van de koning. Op 21 oktober dat jaar ondernam de koning een tweede couppoging en stelde hij in Sopron een tegenregering aan, met Rakovszky als premier. Op 25 oktober werden de leden van de regering echter al gearresteerd en samen met het koninklijke echtpaar opgesloten in Tihany.
Na het definitieve afzetten van de Habsburgers verliet Rakovszky, samen met zijn aanhangers de Partij van Christelijke Nationale Eenheid in januari 1922 en werd nadien een geducht criticus van de regering. In 1926 zei hij de politiek vaarwel en stierf in 1931 op 73-jarige leeftijd op zijn landgoed in Nagyselmec.